# Малиновский, Михаил Сергеевич
Михаи́л Серге́евич Малино́вский (1880—1976) — советский акушер-гинеколог, Герой Социалистического Труда (1971).

## Биография
Михаил Малиновский родился 4 октября 1880 года в селе Неклюдово Симбирской губернии (ныне — Инзенский район Ульяновской области). Из семьи священника. В 1901 году окончил Симбирскую духовную семинарию. Учился на медицинском факультете Томского университета, затем в Казанском университете, который окончил в 1907 году. Остался работать в университете, был ассистентом, затем доцентом кафедры. Одновременно практиковал врачебную деятельность, был главным врачом роддома, затем заведующим гинекологическим отделением земской больницы. В 1913 году защитил докторскую диссертацию. В 1923 году Малиновский был избран заведующим кафедрой акушерства медицинского факультета 1-го Московского университета, впоследствии реорганизованную в кафедру акушерства и гинекологии.

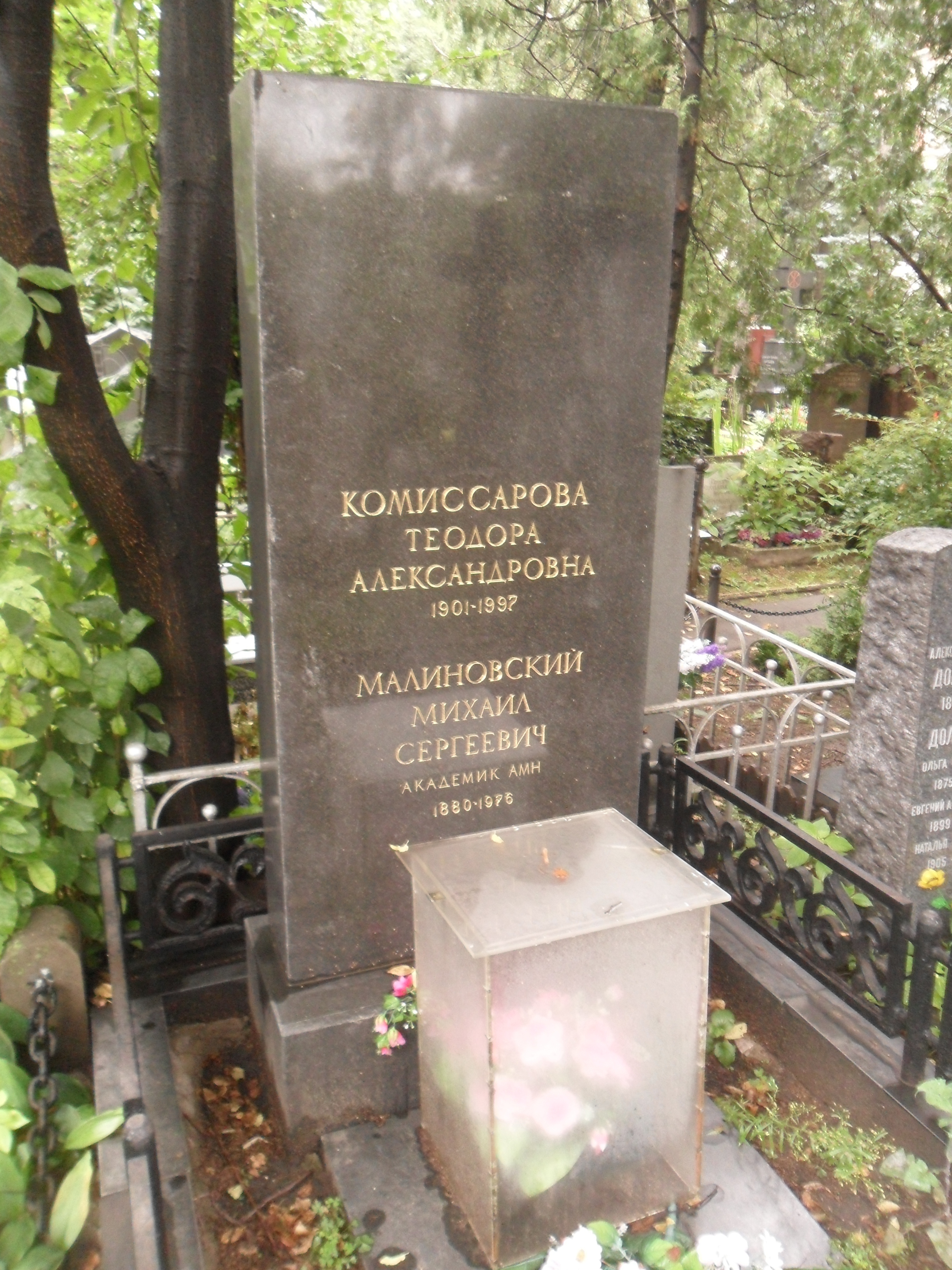
Могила Малиновского на Новодевичьем кладбище

В 1943 году на базе клиники Малиновский организовал Институт акушерства и гинекологии Академии медицинских наук СССР. В 1944 году он был избран академиком и одновременно вице-президентом АМН (до 1946 года). Являлся автором более чем 100 научных работ в области акушерства и гинекологии. Некоторые из его работ многократно переиздавались и применяются в настоящее время. Малиновский являлся создателем научной школы акушеров-гинекологов, много лет руководил Всесоюзным и Московским научными обществами акушеров-гинекологов.
Указом Президиума Верховного Совета СССР от 6 января 1971 года за «большие заслуги в области медицинской науки и советского здравоохранения и в связи с девяностолетием со дня рождения» Михаил Малиновский был удостоен высокого звания Героя Социалистического Труда с вручением ордена Ленина и медали «Серп и Молот».
Умер 4 мая 1976 года, похоронен на Новодевичьем кладбище Москвы.
Заслуженный деятель науки РСФСР. Был награждён двумя орденами Ленина, орденом Трудового Красного Знамени и рядом медалей.